# Jonas Robelin
Pour les articles homonymes, voir Robelin.
Jonas Robelin (15?? - 1613) est un maître maçon parisien.

## Biographie
Il appartient à une famille de maîtres maçons parisiens dont on connaît ses fils, Adam Robelin, Jacques Robelin et François actifs sous Henri IV et Louis XIII. Il est marié avec Alix Boullet, fille de Martin Boullet (1560-1630), maître maçon à Paris. Il est probablement frère de  Marc Robelin,
Protestant, il a travaillé pour Sully et réalisé des chantiers royaux entrepris par Henri IV.
En 1603, il est cité dans des contrats pour la construction de maisons rue de la Vieille-Boucherie, à Paris.
Le 4 juin 1605, il signe le marché de construction de la maison située à l'actuel 2bis, place des Vosges, hôtel de Phélypeaux puis de Bouthillier, avec Pierre Fougeu d'Escures, un proche de Sully. Le toisé de réception des travaux est fait le 22 décembre 1607 par Pierre Chambiges et Charles DavidV.
Entre juillet 1606 et 1607 il construit le Pavillon du roi sur la place Royale, l'actuelle place de Vosges.
Le 12 mai 1607, il signe le marché de travaux de l'hôtel du 11, place des Vosges, hôtel de Villacerf, avec François de Loménie, secrétaire des Finances de Henri IV.
Le 28 décembre 1608, il signe le marché pour la construction de la ville d'Henrichemont, capitale de la principauté souveraine de Boisbelle, avec Hugues Cosnier, René Villette et Claude Allaire. Il habite à cette date rue Chapon, dans la paroisse de Saint-Nicolas-des-Champs. L'architecte devant suivre la réalisation est Salomon de Brosse. La disgrâce de Sully va conduire à des démêlés judiciaires. Jonas Robelin porte plainte contre Sully le 29 mars 1612 et Hugues Casnier le 1er décembre.
En 1612 il participe avec Antoine Desnots, Aubin Hervy, René Fleury, Jacques Gobelin, à l'appel d'offres de travaux pour amener les eaux de Rungis à Paris, appel d'offres remporté par Jean Coing. Ce projet avait été préalablement estimé par Hugues Cosnier. La même année, il intervient sur des maisons, rue du Temple et rue des Billettes.
Il meurt en 1613 et laisse à sa veuve, Alix Boullet, sept sacs d'archives sur les travaux d'Henrichemont et quatre enfants :
- Barbe, mariée en 1633 à Pierre Convers, maître maçon à Tonnerre,
- Catherine, mariée en 1646 à Michel Poirier,
- Adam (mort le 8 juillet 1649), maître maçon,
- Jacques (1605-15 novembre 1677), maître maçon.

Après la mort de Jonas Robelin, les Robelin et les Boullet vont travailler ensemble.